# Bocsáry Kálmán
Bocsáry Kálmán (Zalaegerszeg, 1890. október 20. – Baden-Baden, 1969. április 19.) magyar ügyvéd, országgyűlési képviselő.

## Élete
Római katolikus vallásban született. A budapesti tudományegyetemen avatták a jogi tudományok doktorává, illetve – kitüntetéses minősítésű – ügyvédi és bírói oklevelét is ott szerezte meg. Igen élénk közéleti működést fejtett ki: tagja volt a székesfőváros törvényhatósági bizottságának, egyik alapítója és alelnöke az Egyesült Keresztény Nemzeti Ligának, társelnöke a Társadalmi Egyesületek Szövetségének és alelnöke a Magyar Élet Keresztény Községi Pártjának.
Két évtizedet átívelő, eredményes társadalmi tevékenységének elismeréseként 1935-ben kormányfőtanácsosi címet nyert el. Az 1939. évi általános választásokon országgyűlési képviselői mandátumot is szerzett, a Magyar Élet Pártja budapesti I. számú választókerületi lajstromáról.